# Current Swell
Current Swell est un groupe canadien de rock indépendant et reggae, originaire de Vancouver, en Colombie-Britannique. Le groupe compte sept albums ; So I Say, Trust Us Now, Protect Your Own, Long Time Ago, Ulysses, When to Talk and When to Listen,, et Buffalo,.

## Histoire
Les racines de Current Swell se trouvent sur la côte ouest du Canada, à Victoria, en Colombie-Britannique, sur l'île de Vancouver. Les membres du groupe sont Scott Stanton, Dave Lang, Louis Sadava et Chris Petersen.
Le groupe attribue une grande partie de son succès à ses fans, en particulier à la communauté en ligne. Leur chanson Young and Able (2009) devient un succès sur Internet grâce à sa popularisation sur YouTube[8] L'Internet contribue de manière significative à ce que le groupe de la côte ouest canadienne soit largement suivi en Amérique du Sud, notamment au Brésil, où il s'est produit en tête d'affiche à Rio de Janeiro et à São Paulo en 2012. Current Swell a aussi ouvert pour des groupes comme The Beach Boys, Xavier Rudd, Dispatch, Bedouin Soundclash et The Beautiful Girls, et fait des apparitions aux Jeux olympiques d'hiver de 2010 et à l'Ottawa Bluesfest.
En 2011, Current Swell se classe premier au Peak Performance Project de Vancouver, remportant le premier prix de 100 500 $. Le groupe donne également l'un des plus grands concerts de son genre à Victoria, lors d'un concert de la fête du Canada devant 45 000 personnes à l'Assemblée législative de la Colombie-Britannique. En 2014, il est annoncé que le groupe sortirait son quatrième album studio le 6 mai, intitulé Ulysses. L'album est produit par Nathan Sabatino (Dr. Dog, White Rabbits) aux Greenhouse Studios de Vancouver. Le premier single est le troisième titre de l'album, intitulé Rollin'. Rollin' figure également dans le film unReal, réalisé en 2015 par Teton Gravity Research et Anthill Films.

## Style musical
Le style musical du groupe mêle les styles musicaux du folk, du rock, du roots, du blues, du reggae et du ska ; il est également décrit comme du « surf rock ».

## Discographie

### Albums studio
- 2005 : So I Say
- 2007 : Trust Us Now
- 2009 : Protect Your Own
- 2011 : Long Time Ago
- 2014 : Ulysses
- 2017 : When to Talk and When to Listen
- 2019 : Buffalo

### EP
- 2004 : At Home

### Apparitions sur compilations
- 2011 : Vancouver 125, avec le morceau Granville Town
- 2012 : Paste Holiday Sampler, avec le morceau Christmas Alone
- 2012 : Isn't This World Enough - A Nettwerk Christmas, avec le morceau Christmas Alone